# Raab Flugzeugbau Gesellschaft
Die Raab Flugzeugbau Gesellschaft wurde 1932 in Krefeld von Antonius Raab als Flugzeugbau- und Flugzeugentwicklungsbetrieb gegründet und im Sommer 1932 nach Johannisthal verlagert. Seit 1934 war das Unternehmen bis zum Kriegsausbruch im lettischen Riga ansässig.

## Geschichte

### Raab Flugzeugbau Gesellschaft oHG
Nachdem die Raab-Katzenstein Flugzeugwerk GmbH im Sommer 1930 ihre operative Tätigkeit auf dem Bockumer Flughafen eingestellt hatte, erwarb Antonius Raab eine insolvente Tischlerei in der Kronprinzenstraße in Krefeld, wo er mit einigen wenigen Mitarbeitern der früheren RLI, u. a. Erich Gammelin und Eugen Arns, eine Flugzeugreparaturwerkstatt einrichtete. Neben einigen Reparaturaufträgen bearbeitete Raab in diesem Betrieb auch einige Flugzeugentwürfe und gründete hierfür im April 1932 einen neuen Flugzeugbaubetrieb mit dem Namen Raab Flugzeugbau Gesellschaft oHG.
In Krefeld entstand auf Basis der RaKa RK25 der Entwurf für ein neues Wettbewerbsflugzeug zur Teilnahme am Europa-Rundflug 1932. Der Umbau einer RK25 entsprechend der neuen Wettbewerbsrichtlinien fand im Sommer 1932 in Krefeld mit finanzieller Unterstützung der Greiling Zigarettenfabrik GmbH statt. Zur Musterzulassung mietete Raab in Johannisthal eine Werkstattfläche an, wohin der Betrieb im Herbst 1932 übersiedelte. Nach der misslungenen Teilnahme am Europa-Rundflug trennten sich Raab und Gammelin im August 1932. Erich Gammelin wechselte zur Sächsischen Luftfahrt-Industrie GmbH.
Die Wiederaufnahme der Flugzeugproduktion mit früheren Entwürfen der Raab-Katzenstein Flugzeugwerk GmbH durch Antonius Raab war bei der Raab Flugzeugbau Gesellschaft oHG nicht möglich, da die Rechte an sämtlichen Konstruktionen im Dezember 1931 an die Stadt Krefeld und Anatole Gobiet übergegangen waren. Im Herbst 1932 überarbeitete Antonius Raab in Berlin daher die alten Flugzeugentwürfe der Raab-Katzenstein-Werke. Aus der erfolgreichen Kl.1-Reihe wählte Raab den nicht realisierten Entwurf der leistungsstarken Kl.1d aus, den er aerodynamisch erheblich überarbeitete. Es entstand der Entwurf der Raab Schwalbe II, von der im Winter 1932/33 ein Prototyp in Berlin bei der Raab Flugzeugbau oHG entstand.
Da Raab die finanziellen Mittel zum Ausbau der Raab Flugzeugbau Gesellschaft als Serienflugbetrieb fehlten, stellte Raab die Konstruktionspläne der Raab Schwalbe II interessierten Unternehmen zum Lizenzbau zur Verfügung. Der Lizenzbau zweier Raab Schwalbe II fand im Frühsommer 1933 beim estnischen Luftsportverband in Tallinn statt, den Antonius Raab und Eugen Arns in Tallinn begleiteten.
Während des Aufenthalts Raabs in Estland wurde in Deutschland gegen ihn ein Insolvenzverfahren wegen eines nicht bedienten Privatdarlehens im Frühjahr 1933 eröffnet. Nach der Machtergreifung der Nationalsozialisten kehrte Raab für dieses Verfahren nicht mehr nach Deutschland zurück. In Deutschland wurde ein Gerichtsbeschluss zur Vollstreckung über das in Deutschland verbliebene Restvermögen Raabs angeordnet, in deren Zusammenhang auch die Raab Flugzeugbau Gesellschaft oHG 1933 in Abwesenheit von Antonius Raab aufgelöst wurde.

### Raab Flugzeugbau Gesellschaft Riga
Antonius Raab bemühte sich daraufhin 1933 um Gründung eines Flugzeugbaubetriebs in Estland. Aber erst im lettischen Riga, wohin Raab im Herbst 1933 übergesiedelt war, gelang es Raab mit Unterstützung des schwedischen Grafen Hamilton zunächst eine Flugschule und später den Flugzeug-Entwicklungsbetrieb Raab Flugzeugbau Gesellschaft zu gründen. In einer kleinen Werkstatt entstand in Riga ein Segelflugzeug für Hamilton, mit dem Hamilton und Raab 1934 mehrere Überlandflüge im Flugzeugschlepp absolvierten. Angeblich war Raab 1934 auch als Berater für den schwedischen Flugzeugbaubetrieb AB Svenska Järnvägsverkstädernas Aeroplanavdelning (ASJA) tätig, der die Lizenzbaurechte für die RaKa RK26 von Anatole Gobiet in Deutschland erworben hatte.
Nachdem Eugen Arns bereits im Juni 1933 nach Deutschland zurückgekehrt war, übernahm Georg Novickis in Riga Konstruktionsaufgaben für Antonius Raab. In Riga überarbeiteten Novickis und Raab die früheren Entwürfe der Raab-Katzenstein RK 9 Grasmücke und der leistungsstarken Raab-Katzenstein RK 26 Tigerschwalbe. Es entstanden die Entwürfe der Raab Grasmücke II und der Raab Tigerschwalbe II, die Raab als Schul- und Jagdflugzeug der lettischen Fliegertruppe und dem schwedischen Kriegsministerium für einen Lizenzbau anbot. Für die Teilnahme am Europa-Rundflug 1934 entstand außerdem der erste Entwurf einer überarbeiteten Raab RK25/32 mit der Bezeichnung Raab RK25/34, den Raab der litauischen Fliegertruppe als Aufklärungsflugzeug anbot. Interessenten fanden sich für die Konstruktionen der Raab Flugzeugbau Gesellschaft im Baltikum 1934 nicht. Eine Neuentwicklung entstand möglicherweise 1934 in Riga mit der Raab Adler.
Im Frühjahr 1935 gelang Antonius Raab der Verkauf von Nachbaurechten der Raab Schwalbe II und der Raab Tigerschwalbe II nach Österreich, wo je ein Prototyp bei der Pintsch AG in Wien entstand. In Rumänien erwarb die ICAR die Nachbaurechte für die Raab Tigerschwalbe II, wo ebenfalls ein Einzelstück gefertigt wurde. Raab begleitete 1935 die Prototypenbauten in beiden Ländern.
Auch die griechischen Militärs zeigten Interesse an den Entwicklungen der Raab Flugzeugbau Gesellschaft. Antonius Raab gründete daraufhin mit griechischen Industriellen 1936 in Griechenland die AEKKEA-Raab als Lizenzbau-Unternehmen. Die AEKKEA-Raab erwarb die Nachbaurechte für die bei der Raab Flugzeugbau Gesellschaft in Riga entstandenen Konstruktionen und begann 1936 mit dem Bau einer Kleinserie der Raab Schwalbe II in Griechenland. Auch Einzelstücke der Raab Pelikan II und der Raab Grasmücke II wurden in Griechenland gefertigt. Antonius Raab übernahm 1936 die Geschäftsführung der AEKKEA-Raab in Griechenland und verlagerte den kleinen operativen Betrieb der Raab Flugzeugbau Gesellschaft von Riga in den AEKKEA-Raab-Betrieb nach Athen.
Die Raab Flugzeugbau Gesellschaft blieb noch bis Ende der 1930er Jahre in Riga erhalten. Vermutlich diente das Unternehmen Raab zur Vereinnahmung von Lizenzgebühren und zur Abgrenzung seiner im Baltikum entstandenen Konstruktionen von neuen Konstruktionen, die bei AEKKEA-Raab in den Folgejahren entstanden.

### Nachfolgegesellschaften
- AEKKEA-Raab Flugzeugbau in Griechenland
- Sächsische Luftfahrt-Industrie GmbH in Dresden
- Raab Flugzeugbau GmbH Köln/Karlsruhe (Nachkriegsgründung)

### Lizenzbau-Unternehmen
- Tallinna OÜ, Tallinn – Lizenzbau Raab Schwalbe II
- Pintsch AG, Wien – Lizenzbau Raab Schwalbe II, Raab Tigerschwalbe II
- ICAR, Bukarest – Lizenzbau Raab Tigerschwalbe II
- Fliegerschule Rheinland, Düsseldorf – möglw. Lizenzbau Raab Schwalbe II beabsichtigt?
- Mauboussin Flugzeugwerke, Paris – möglw. Lizenzbau Raab Schwalbe II beabsichtigt?

## Musterübersicht
Hauptsächlich entstanden bei der Raab Flugzeugbau Gesellschaft modernisierte Entwürfe früherer Raab-Katzenstein Entwicklungen, die häufig als Umbauten existierender Raab-Katzenstein-Flugzeuge entstanden.
Bekannt sind Informationen zu 10 Luftfahrtentwicklungen der Raab Flugzeugbau Gesellschaft
- davon 2 Flugzeugentwicklungen 1932/33 bei der Raab Flugzeugbau oHG in Deutschland (RK25/32, Schwalbe II)
- davon 8 Flugzeugentwicklungen 1934/35 bei der Raab Flugzeugbau Gesellschaft in Riga (RK25/34, Pelikan II, Grasmücke II, Tigerschwalbe II/IV, Adler)

Realisiert wurden vermutlich nur vier Flugzeugentwürfe (RK25/32, Schwalbe II, Pelikan II, Tigerschwalbe)
Lediglich 12 Flugzeuge sind heute bekannt, die nach Plänen und Lizenzen der Raab Flugzeugbau Gesellschaft 1932–1936 entstanden.
| Bezeichnung            | Beschreibung                                                                             | Zeitraum  | Stückzahl                                                                           | Bemerkungen                                                               |
| ---------------------- | ---------------------------------------------------------------------------------------- | --------- | ----------------------------------------------------------------------------------- | ------------------------------------------------------------------------- |
| Raab RK25/32           | Wettbewerbsflugzeug für Europa-Rundflug 1932                                             | 1932      | 1 Umbau                                                                             | Umbau aus RaKa RK25 finanziert von Greiling Zigarettenfabrik              |
| Raab Schwalbe II       | zweisitziges kunstflugtaugliches Sportflugzeug mit 135 PS Walter NZ120 oder Siemens Sh14 | 1933–1936 | 1 × Raab oHG 1933 2 × Tallinn OÜ 1933 1 × Pintsch 1935 3 × AEKKEA 1936 1 × FR 1933? | überarbeiteter Entwurf der RaKa Kl.1 Umbauten älterer Kl.1 oder Neubauten |
| Raab Pelikan II        | zweisitziges Schulflugzeug                                                               | 1936      | 1 × AEKKEA 1936                                                                     | überarbeiteter Entwurf der RaKa RK2                                       |
| Raab Grasmücke II      | zweisitziges Leichtsportflugzeug                                                         | 1934      | 0                                                                                   | überarbeiteter Entwurf der RaKa RK9                                       |
| Tigerschwalbe 33       | zweisitziges kunstflugtaugliches Sportflugzeug                                           | 1933      | 1 × ICAR 1934 1 × Pintsch 1935                                                      | überarbeiteter Entwurf der RaKa RK26                                      |
| Raab Tigerschwalbe II  | einsitziges Jagdflugzeug mit Liberty-Motor                                               | 1934      | 0                                                                                   | Entwurf Raab/Novicki nicht gebaut                                         |
| Raab Tigerschwalbe III | einsitziges Jagdflugzeug mit Liberty-Motor                                               | 1934      | 0                                                                                   | Entwurf Raab/Novicki nicht gebaut                                         |
| Raab Tigerschwalbe IV  | zweisitziges Jagd- und Schulflugzeug mit Liberty-Motor                                   | 1934      | 0                                                                                   | Entwurf Raab/Novicki nicht gebaut                                         |
| Raab RK25/34           | Wettbewerbsflugzeug für Europa-Rundflug 1934 und militärisches Beobachtungsflugzeug      | 1934      | 0                                                                                   | geplanter Umbau Raab RK25/32 nur Entwurf, kein Umbau                      |
| Raab Adler             | Jagdflugzeug mit 1000-PS-Motor                                                           | 1934      | 0                                                                                   | geplant für Schweden, Baltikum                                            |

Weitere Entwicklungen bei AEKKEA-Raab in Griechenland